# Fetish (песня Селены Гомес)
Fetish (с англ. — «Фетиш») — песня американской певицы Селены Гомес, записанная при участии американского рэпера Гуччи Мейна. Песня выпущена в качестве сингла 13 июля 2017 года. Авторами песни являются Хлоя Анджелидес, Бретт Маклафлин, Джино Барлетта, Селена Гомес и Радрик Дэвис. Продюсерами же выступили Джонас Джеберг и The Futuristics.

## История
Первый намёк на название нового сингла «Fetish» появился в конце видеоклипа на предыдущий сингл Гомес «Bad Liar».
Ранее предполагалось, что рэппер Gucci Mane появится в качестве приглашённого артиста, а позднее, в интервью для радиостанции Jamz 99, Mane подтвердил своё участие в проекте.
Гомес выложила несколько загадочных фото в Instagram, связанных с новым синглом. Изображение для обложки было снято фэшн-фотографом Петрой Коллинз, которая также сняла Гомес для обложки на «Bad Liar». На фото сама певица, стоящая рядом с дымящимся разбитым автомобилем, и держащая в руках бумажный пакет с продуктами.
За день до релиза певица сменила оформление в своих социальных сетях на фото, приуроченное к предстоящему выходу сингла.

## Релиз
Релиз сингла состоялся 13 июля 2017 года. Трек доступен как для скачивания, так и для стриминга. Лирик-видео было эксклюзивно представлено на стриминговом сервисе Spotify.

## Видеоклип

### Релиз
Премьера музыкального видео состоялась 26 июля 2017. Режиссёром клипа выступила Петра Коллинз.

### Концепция
Видео начинается с трёх кадров. Сначала Гомес с мокрыми волосами, с которых соблазнительно капает вода ей на лицо в отражении, а затем Селена появляется в бледно-жёлтом платье с сумками. Кадр похож на обложку песни. Далее Гомес принимает участие в ряде странных действий. В частном доме певица промокшая (как и в предыдущих сценах) на обеденном столе с льющейся на неё водой, словно дождь, со свечами в качестве декорации. Затем она ест мыло, находит разбитый стакан вина и продолжает делать странные вещи, обтирая помаду о зубы, а также перевязывая веревку вокруг языка к носу. Затем Селена вставляет свой язык в зажим для закручивания ресниц.
Далее появляется Gucci Mane, читая свой отрывок в дымном помещении, похожем на подвал. Клип заканчивается кадром, в котором Селена внутри холодильника.

### Критика.
Ник Романо из Entertainment Weekly отметил, что образ персонажа Гомес «сопоставляется с её зловещими навязчивыми идеями».
Стилист Стелла Гринспен, работавшая над видео, в своем интервью изданию Vogue:
Поскольку характер Селены прогрессирует, то и одежда - простая, бледно-жёлтое платье смотрится так красиво, а потом мы видим её мокрую в сумасшедшем платье Симоны Роши, где также просвечивается нижнее бельё.... Мы хотели, чтобы она была автономной, сексуальной и контролирующей свою сексуальность, и мода сыграла огромную роль в этом... Например, платье Симоны Роши сработало так хорошо из-за того, как Симона разрабатывает свою одежду, смотря в первую очередь на женственность - её платья, очевидно, настолько красивы, но они также содержат и отрицательные стороны. Они слоистые, разорванные, красочные и полные.

## Мнение критиков
Авторитетное издание Idolator в своей рецензии написало:
«Новый сингл Селены Гомес звучит так же сексуально, как и его название. «Fetish» появился ранее этим вечером, и пока он является самой скандальной песней поп-звезды. Это также её самая смелая песня, которая довольно подходит «Bad Liar» в качестве эксцентричного альт-поп-гимна. К концу песни трансформация 24-летней певицы в самую экспериментальную принцессу поп-музыки почти завершена. Моя единственная претензия — куплет Gucci Mane, который похож на некую запоздалую мысль (или маркетинговую уловку). Но это не умаляет радости от того, что ты слышишь, как Селена вернулась в музыку, уверенно занимаясь суб-жанрами, специально отведёнными обычно для небольшой публики».

## Коммерческий успех
Новый сингл Гомес дебютировал со 2 места мирового iTunes, возглавив таким образом отделения 32-х стран, включая Россию и США.

## Чарты
| Чарт (2017)                              | Пиковая позиция |
| ---------------------------------------- | --------------- |
| Великобритания (Official Charts Company) | 33              |
| Канада (Canadian Hot 100)                | 10              |
| США Billboard Hot 100                    | 27              |
| Франция (SNEP)                           | 31              |
| Шотландия (Official Charts Company)      | 36              |